# 中国纺织工业联合会
中国纺织工业联合会（英語：China National Textile And Apparel Council），简称中纺联，前身为中华人民共和国纺织工业部，现为中华人民共和国全国性的纺织行业组织，主要成员是有法人资格的纺织行业协会及其他法人实体。2017年2月16日迁出原纺织部大楼，2017年12月28日正式迁入朝阳门北大街18号楼5~10层统一办公。

## 成员单位
根据官方网站显示，中纺联共有成员单位42个：

| - 中国棉纺织行业协会 - 中国毛纺织行业协会 - 中国麻纺织行业协会 - 中国丝绸协会 - 中国化学纤维工业协会 - 中国印染行业协会 - 中国针织工业协会 - 中国家用纺织品行业协会 - 中国长丝织造协会 - 中国产业用纺织品行业协会 - 中国纺织机械协会 - 中国服装协会 - 中国纺织工业企业管理协会 - 中国总会计师协会纺织分会 | - 中国服装设计师协会 - 中国流行色协会 - 中国纺织勘察设计协会 - 中国纺织工业联合会流通分会 - 中国纺织服装教育学会 - 中国纺织职工思想政治工作研究会 - 中国纺织摄影协会 - 中国纺织规划研究会 - 中国纺织工程学会 - 纺织之光科技教育基金会 - 中国纺织信息中心 - 中国纺织经济研究中心 - 产业经济研究院 - 中国国际贸易促进委员会纺织行业分会 | - 纺织国际贸易促进中心 - 中国纺织国际交流中心 - 中国纺织出版社 - 中国纺织建设规划院 - 纺织产品开发中心 - 纺织化纤产品开发中心 - 纺织企业技术进步咨询服务中心 - 纺织工业科学技术发展中心 - 纺织人才交流培训中心 - 纺织行业职业技能鉴定指导中心 - 《中国纺织》杂志社 - 《纺织服装周刊》杂志社 - 中纺资产管理有限公司 - 中纺网络信息技术有限责任公司 |

## 主办刊物
主办期刊杂志4个：
- 《中国纺织》
- 《纺织服装周刊》
- 《家纺时代》
- 《纺织机械》